# Kanakia
Kanakia (en griego, Κανάκια) es un pueblo y un yacimiento arqueológico de la isla de Salamina (Grecia). En el año 2011 contaba con una población de 206 habitantes.

## Arqueología

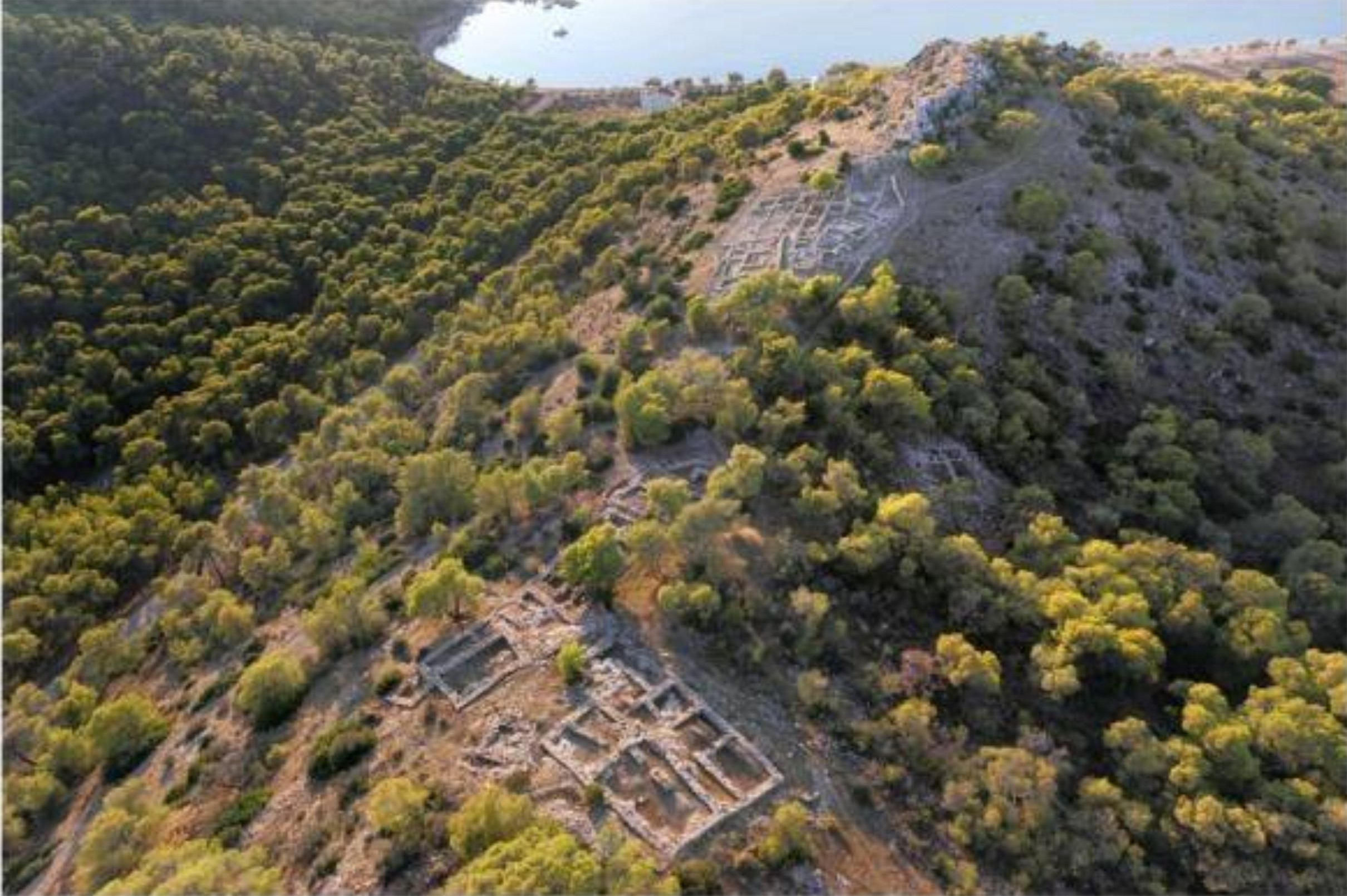
Vista de la acrópolis micénica de Kanakia.

En este sitio se han llevado a cabo, desde el año 2000, excavaciones arqueológicas a cargo de la Universidad de Ioánina dirigidas por Giannos Lolos. 
Las investigaciones realizadas muestran que este lugar fue habitado desde el periodo Neolítico final (aproximadamente desde el IV milenio a. C.) La mayor prosperidad del asentamiento se dio en el periodo micénico, con una acrópolis y dos puertos naturales, que floreció durante el siglo XIII a. C. y fue abandonado en el siglo XII a. C.
En la acrópolis se ha hallado un complejo de edificios de carácter palaciego. Por la importancia de los restos hallados, se estima que en Kanakia se hallaba el centro político de Salamina, lo que se ha relacionado con la entrada del catálogo de las naves de la Ilíada referente a Salamina, cuyo contingente de tropas comandaba el mítico guerrero Áyax el Grande.
Entre los hallazgos, destacan algunos objetos de origen chipriota y oriental, como una placa de bronce de una armadura de tipo oriental, con un sello real egipcio de Ramsés II.